# Poecilotheria striata
Poecilotheria striata är en spindelart som beskrevs av Pocock 1895. Poecilotheria striata ingår i släktet Poecilotheria och familjen fågelspindlar. IUCN kategoriserar arten globalt som sårbar. Inga underarter finns listade i Catalogue of Life.